# Tren el 31 de diciembre
"Tren el 31 de diciembre" — película de comedia ucraniana de 2024, dirigida por Oleg Borshchevsky y con el guion de Mykola Kutsyk, Yaroslav Stenya, Bohdan Hatsilyak y Kyrylo Tymchenko. Según la trama, un viaje en tren en Nochevieja reúne a los personajes principales de la película de comedia. La película fue producida por la compañía cinematográfica Film.UA Group y distribuido por - Film.UA Distribution.
El 25 de diciembre de 2024, en Kiev se llevó a cabo una proyección previa al estreno y una sesión de autógrafos, donde estuvieron presentes alrededor de 1000 invitados (incluidos los actores de la película).  El estreno en Ucrania tuvo lugar el 1 de enero de 2025.
La banda sonora incluye la composición "Chekaie vdoma" de YAKTAK y "Zima" de Klavdia Petrivna .  

## Trama
En la trama de la película, los personajes viajan a Leópolis en la noche del 31 de diciembre. Antes, los pasajeros del Ukrzaliznytsia eran desconocidos, pero, como no es de extrañar, es el tren el que puede unir a personas completamente ajenas en tan solo unas horas. Y sobre todo en Nochevieja, cuando ocurren verdaderos milagros.

## Equipo de filmación
- Director: Oleg Borshchevsky
- Guionistas: Mykola Kutsyk, Yaroslav Sten, Bohdan Gatsylyak, Kyrylo Tymchenko
- Director de fotografía: Yuriy Korol
- Supervisora: Iryna Kostyuk
- Productores: Yuriy Gorbunov, Zoya Soshenko
- Productora ejecutiva: Kateryna Shvets
- Productor de línea: Oleksandr Bezverkhyi
- Diseñador de producción: Maksym Dmytrenko
- Diseñadora de vestuario: Kateryna Vitvitska
- Maquilladora: Oksana Tyshchenko
- Directora de casting: Olena Prylypko
- Compositor: Oleksandr Chornyi

## Calificaciones de los críticos
Según Mykola Pidvezianyi, "El tren del 31 de diciembre" — es "una buena comedia de Año Nuevo para el público masivo".  Según la reseña de Kirill Pyshchikov, la película "El tren del 31 de diciembre" se puede describir con la palabra "exceso". — El concepto de tren se utiliza de forma bastante perezosa, las situaciones graciosas están claramente poco exageradas o son demasiado obvias, pero el principal "pecado" de la película es el exceso de product placement. 

## Tarifas de taquilla
Durante el primer fin de semana oficial, que comenzó el 1 de enero de 2025, la película recaudó 17.029.114 UAH aproximadamente  391 262 EUR vendiendo 100 924 entradas. 
Al 27 de enero de 2025, la recaudación total de la película ascendía a 51.214.800 UAH aproximadamente 1 176 715 EUR y el número de entradas vendidas alcanzó las 304.935.